# 1977 en informatique
1976 en informatique - 1977 - 1978 en informatique
Cet article présente les principaux évènements de 1977 dans le domaine informatique

## Événements
- Commercialisation de l'Apple II, le premier ordinateur personnel avec une interface graphique.
- Commercialisation des calculatrices programmables Texas Instruments TI-57, TI-58 et TI-59.

## Technologie
- L'université de Berkeley propose sa première version d'UNIX : BSD
- Apparition du premier langage de description de page, l'HPGL de Hewlett-Packard, qui marque l'avènement du dessin vectoriel.
- 15 janvier: publication du standard FIPS pour la méthode de chiffrement DES

## Prix
- John Backus reçoit le Prix Turing  pour « son influence et sa contribution au développement des langages de programmation de haut niveau, notamment à travers son travail sur FORTRAN, et pour la publication des procédures formelles servant à la spécification des langages de programmation »[1].